# Fatao
 (décembre 2016).
Si vous disposez d'ouvrages ou d'articles de référence ou si vous connaissez des sites web de qualité traitant du thème abordé ici, merci de compléter l'article en donnant les références utiles à sa vérifiabilité et en les liant à la section « Notes et références ».
Fatao est une commune urbaine malienne située dans le pays de la Kaarta, de l'arrondissement central de Diangounté, et du chef-lieu du cercle de Diangounté, dans la région de Nioro-du-Sahel. La commune est composée de 21 villages, et sa superficie est d'environ 450 km2.

## Géographie
Fatao est entourée par la commune rurale de Lambidou à l'ouest, la commune rurale de Madiga à l'est, le village de Kaïnéra (commune rurale de Diangounté) au nord et les communes rurales de Dindinko et Mountan Kagoro (cercle de Kita) au sud.
La commune urbaine de Fatao est dans la région de Nioros, cercle de Diangounté, arrondissement de Diangounté. Elle comprend 5 quartiers : Fatao chef-lieu de la commune, Diabira à l'est du chef-lieu, Mounta soninke au sud de Fatao, Gourdy au sud-est du chef-lieu, Kaimpo au nord-est de Fatao. Deux hameaux, Boulé et Koussourou, dont les populations ne font pas d'alternance saisonnière entre Fatao et leurs hameaux et plusieurs autres hameaux dont les habitants font des alternances saisonnières entre Fatao et leurs hameaux : Midjiga, Yary, Bambé, Founouguidé, Débinoko.
En général les hameaux sont faits pour la culture des céréales pendant la saison pluvieuse. Située au cœur du Kaarta, la commune Urbaine de Fatao a un climat de type sahélien avec une alternance de deux saisons : une saison pluvieuse et une saison sèche.

## Histoire
En mars 2023, la commune est distraite de cercle de Diéma pour être versée dans le cercle de Diangounté-Camara.

## Administration

### Liste des maires
| Période                                  | Période | Identité         | Étiquette             | Qualité |
| ---------------------------------------- | ------- | ---------------- | --------------------- | ------- |
| Les données manquantes sont à compléter. |         |                  |                       |         |
| 2000                                     | 2004    | Mamadou Gary     | Adéma-Pasj            |         |
| 2004                                     | 2009    | Bouyagy Traoré   | Adéma-Pasj            |         |
| 2009                                     | 2016    | Mamadou Dabo     | URD                   |         |
| 2016                                     | 2021    | Mady Diangouraga | Yéléma, le changement |         |

## Population
Au total, elle comprend près de 21 239 habitants.
La population est majoritairement composée de Soninkés.

## Villages
La commune s'étend sur 3 localités relevées lors du recensement général de 2009 :
- Fatao (5 593 habitants) ;
- Mounta Soninké (1 787 habitants) ;
- Diabira (959 habitants).

En 2023, la loi 2023-007 attribue à la commune 21 villages, fractions ou quartiers :
- Fatao
- Gourdy
- Kayimpo
- Mounta
- Diabira
- Boulés
- Mamadie
- Niary
- Yary
- Guedeguile
- Koussourou
- Lambadary
- Douaragouné
- Hamdallayé
- Wabougou l
- Débénoro l
- Wonguidé
- Mahamadji
- Mamadji
- Kobokoto
- Kobokoto IV

## Économie
L'activité principale de la population est l’agriculture pratiquée pendant la saison de pluvieuse (mil, maïs, arachide).

## Jumelage
La commune de Fatao est jumelée avec la ville française de Tremblay-en-France.